# Jan Moretus

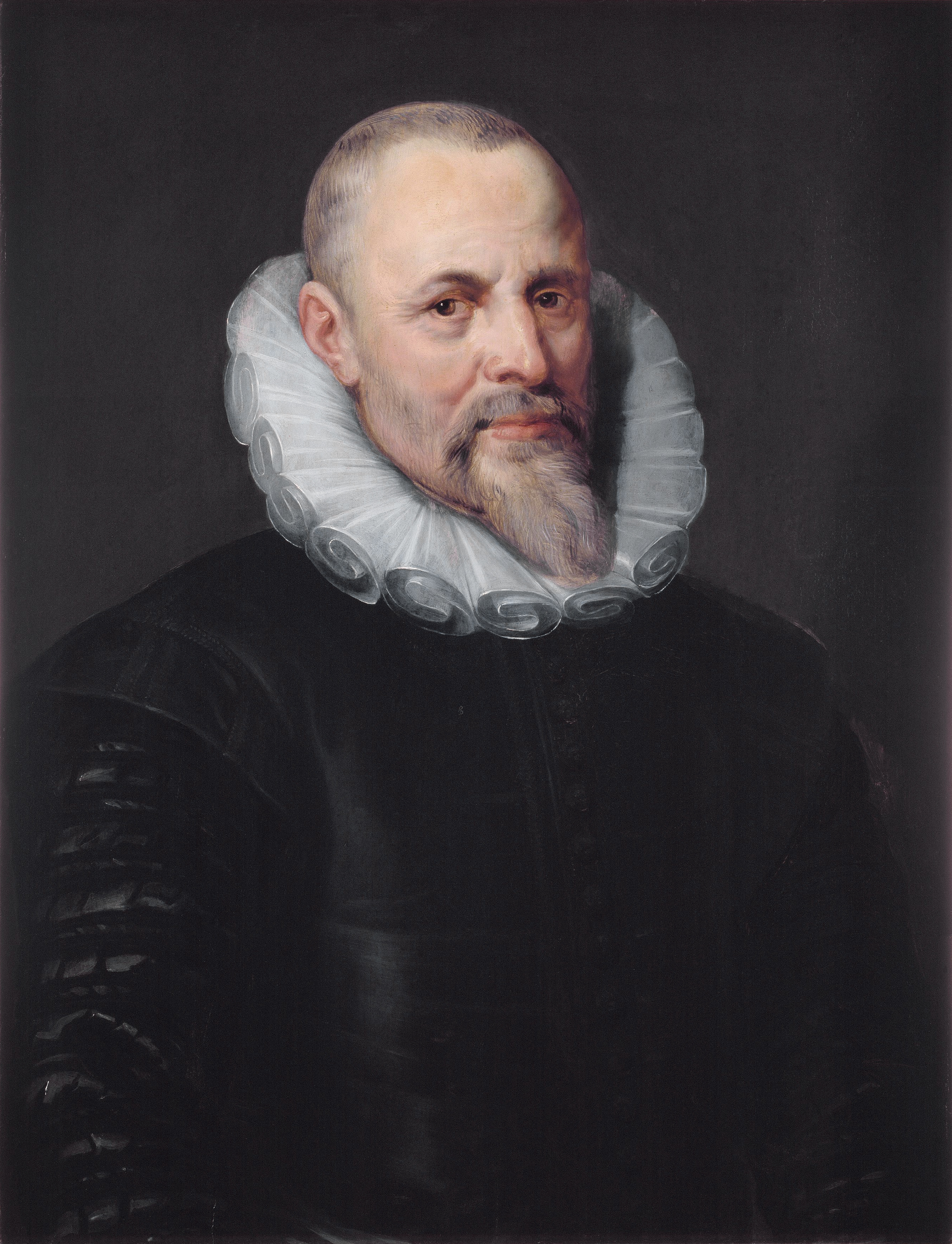
Rubens, Retrato de Jean Moretus, Museum Plantin Moretus.

Jan Moerentorf,  conocido como Jan Moretus (Amberes, 2 de mayo de 1543-22 de septiembre de 1610) fue un impresor de los Países Bajos españoles.
Moretus entró a trabajar para el célebre impresor de Amberes Cristóbal Plantino hacia 1558, como asistente del negocio de librería, pero tras contraer matrimonio en 1570 con Martina Plantin, segunda hija del impresor, y dotado de gran facilidad para los idiomas —además de neerlandés, como lengua materna, tenía conocimientos de español, francés, italiano y latín y tradujo el De Constantia de Justus Lipsius— se ganó la confianza de su suegro que dejó a su cargo la dirección de la Officina Plantiniana de 1583 a 1585, durante su estancia en Leiden, y de nuevo, por disposición testamentaria, a su muerte, en 1589. En los veinte años que estuvo al frente de la imprenta Moretus publicó un total de 640 títulos, en su mayor parte en latín y la mitad de ellos de asunto religioso, como principal proveedor de libros de la Contrarreforma.
A su muerte, su esposa se hizo cargo del negocio familiar, aunque dejó su administración a sus hijos, Balthasar I y Jan II Moretus, tras estipular, de acuerdo con las disposiciones de su esposo, que el negocio debía permanecer unido bajo cualquier circunstancia. La Officina Plantiniana, conservada intacta, es actualmente el Museo Plantin-Moretus.